# Teatru radiofonic

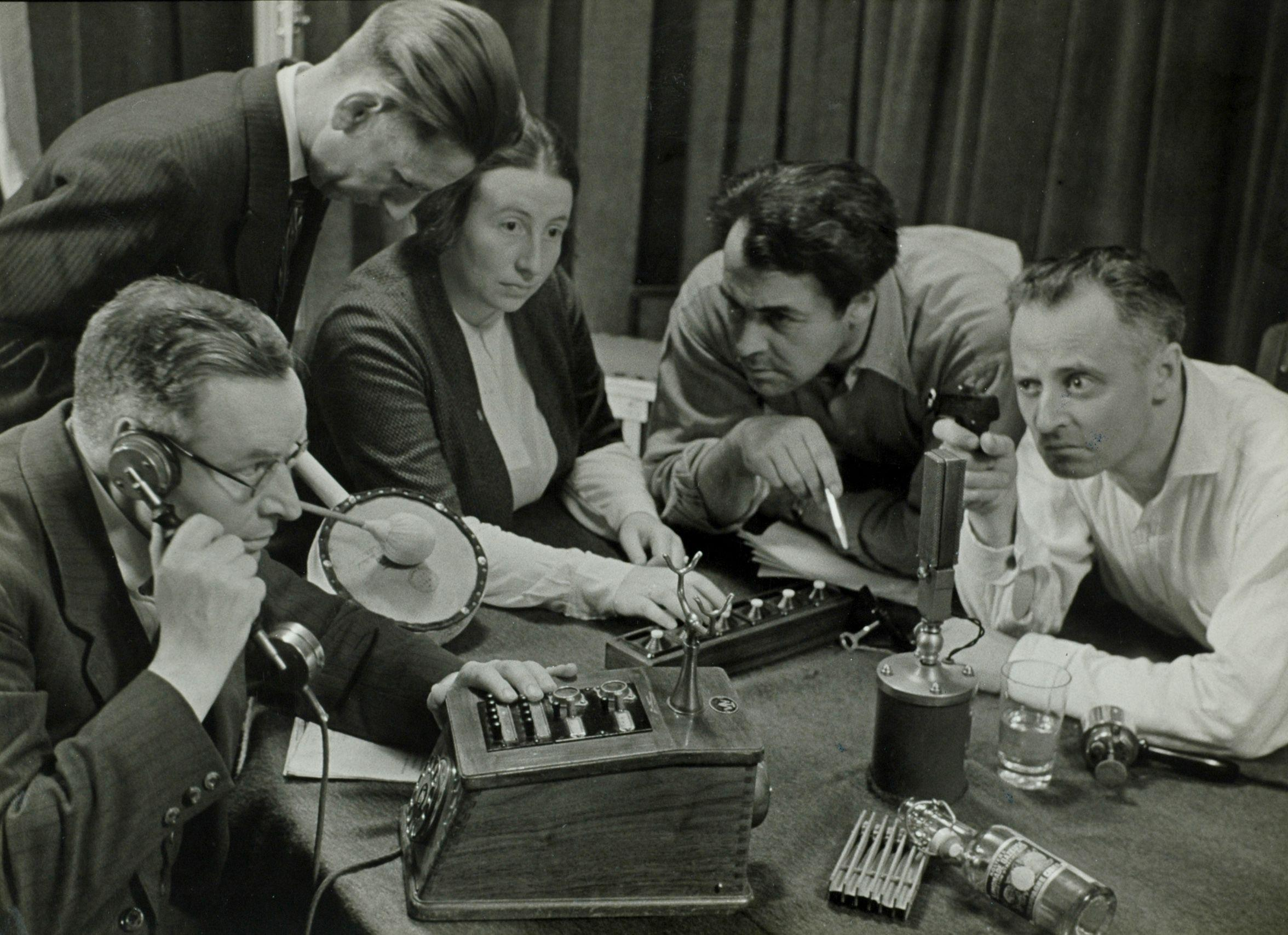
Înregistrarea radio a unei piese de teatru în Țările de Jos (1949), Spaarnestad Foto

Teatrul radiofonic este adaptarea unei piese de teatru pentru a fi transmisă la radio. Fără a avea nicio imagine vizuală, o piesă de teatru radiofonică include doar dialogul, muzica și efectele speciale pentru ca  ascultătorul să-și imagineze personajele și povestea. A avut o largă popularitate în anii 1920, pe care o pierde treptat până în anii 1950, odată cu apariția și dezvoltarea televiziunii. 

## În România
La 18 februarie 1929 a fost transmisă prima piesa de teatru la microfon din România, Ce știa satul... de Ion Valjan, cu Maria Filotti și Romald Bulfinsky de la Teatrul Național din București în rolurile principale.
Regizorul de numele căruia se leagă renașterea teatrului radiofonic după al doilea război mondial este Mihai Zirra. Acesta a regizat aproape 500 de piese, în unele dintre ele fiind și interpret. 
Dan Puican a regizat peste 1000 de piese de teatru radiodifuzate în limba română. Alți regizori de „teatru la microfon”: Ion Vova, Leonard Efremov, Constantin Moruzan, Paul Stratilat, Mony Ghelerter, Ion Șahighian, Attila Vizauer, Vasile Manta, Cezarina Udrescu, Mihai Lungeanu, Alexandru Dabija, Cristian Munteanu, Ilinca Stihi, Mihai Pascal.
Teatrul radiofonic dispune astăzi de impresionanta cifră de peste 7000 de spectacole difuzate și înregistrate, devenind scena cu cele mai multe premiere, cele mai variate posibilități de repertoriu și cei mai mulți spectatori.
În cei peste 90 de ani care au trecut de la lansarea primei piese de teatru radiofonic, toți marii actori ai scenei românești și-au imprimat vocea pe banda de magnetofon: Lucia Sturdza Bulandra, Maria Filotti, Ion Manolescu, Aura Buzescu, Nicolae Brancomir, Sonia Cluceru, George Vraca, George Calboreanu, Clody Bertola, Grigore Vasiliu Birlic, Alexandru Giugaru, Niki Atanasiu, Ștefan Ciubotărașu, Agepsina Macri, Nicolae Bălțățeanu, Tanți Cocea, Ion Manta, Jules Cazaban, Valentin Valentineanu, Emil Botta, Ion Talianu, Costache Antoniu, Radu Beligan, Silvia Dumitrescu-Timică, Fory Etterle, Irina Răchițeanu Șirianu, Mircea Constantinescu, George Groner, Mihai Popescu, Florin Scărlătescu, Marcel Anghelescu, Constantin Codrescu, Marcella Rusu, Ion Lucian, George Mărutză, Gheorghe Ciprian, Horia Șerbănescu, Raluca Zamfirescu, Alexandru Critico, Nicolae Neamțu-Ottonel, Dinu Ianculescu, Nicolae Gărdescu, Vladimir Maximilian, Ion Finteșteanu, Gheorghe Storin, Alexandru Polizu, Ionescu-Gion, Liviu Ciulei, Colea Răutu, Amza Pellea, George Constantin, Gina Patrichi, Virgil Ogășanu, Toma Caragiu, Octavian Cotescu, Emanoil Petruț, Valeria Gagialov, Marin Moraru, Mircea Albulescu, Emil Hossu, Dina Cocea, Tudorel Popa, Tamara Buciuceanu-Botez, Silvia Chicoș, Stela Popescu, Sanda Toma, Adela Mărculescu, Ion Caramitru, Ștefan Mihăilescu Brăila, Dem Rădulescu, Silvia Popovici, Victoria Mierlescu, Ovidiu Iuliu Moldovan, Alexandru Repan, Alexandrina Halic, Simona Bondoc, Vasilica Tastaman, Marcel Iureș, Mihai Fotino, Carmen Stănescu, Draga Olteanu Matei, Gheorghe Cozorici, Willy Ronea, Ștefan Radof, Ion Pavelescu, Corrado Negreanu, Ștefan Iordache, Dorina Lazăr, Horațiu Mălăele, Cornel Vulpe, Florin Piersic, Valentin Plătăreanu, Mircea Balaban, Victor Rebengiuc, Mircea Diaconu, Gheorghe Dinică, Constantin Dinulescu, Dana Dogaru, Marius Pepino, Ștefan Bănică, Dumitru Furdui, Ion Marinescu, Costel Constantin, Maia Morgenstern, Dan Condurache, Ștefan Sileanu, Lucia Mureșan și mulți, mulți alții.

## În Germania
Prima piesă de teatru radiodifuzată germană a fost produs în 1923. Din cauza circumstanțelor din Germania postbelică, când majoritatea teatrelor erau distruse, teatrul radiofonic a avut o popularitate foarte mare. Între 1945 și 1960 se realizau mai mult de 500 de piese de teatru radiofonic în fiecare an. Cuvântul german pentru teatru radiofonic este Hörspiel.  Un serial radiofonic foarte  popular în Germania este Die drei ???. Inițial o serie de cărți pentru tineret în SUA, dar după ce piese de teatru au început să fie produse în Germania, începând cu 1968, au fost vândute peste 45 de milioane de discuri.